# Thelenidia
Thelenidia — рід грибів. Назва вперше опублікована 1886 року.

## Класифікація
До роду Thelenidia відносять 1 вид:
- Thelenidia monosporella